# Quercus myrsinifolia
Espèce
Synonymes
- Cyclobalanopsis myrsinifolia (Blume) Oerst., 1873
- Quercus myrsinaefolia,
- Quercus bambusifolia,
- Quercus vibrayeana

Le Chêne à feuilles de myrsine (Quercus myrsinifolia Syn. Cyclobalanopsis myrsinifolia), aussi appelé Chêne à feuilles de bambou est une espèce d’arbres, originaire d'Asie.

## Description

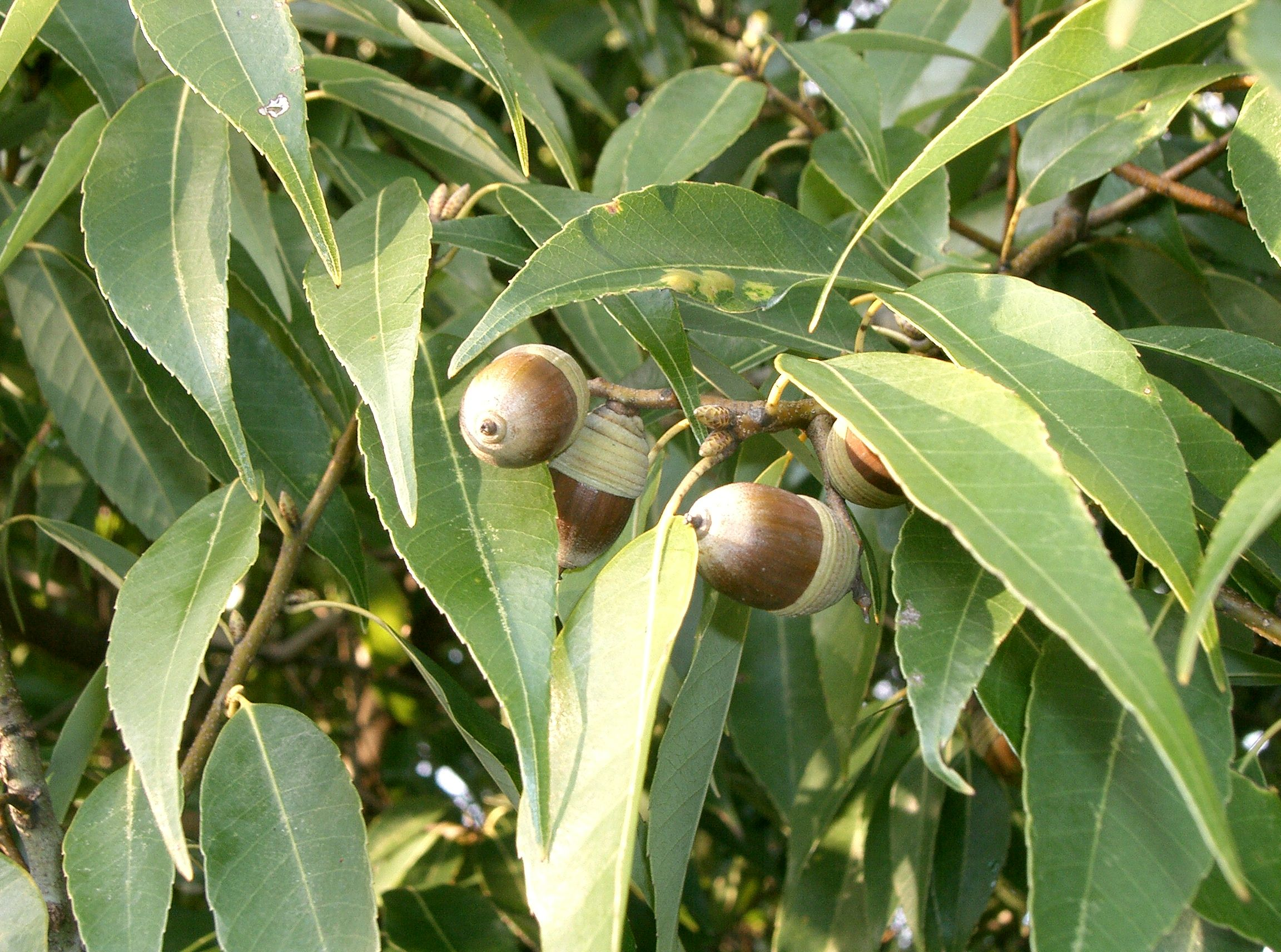
Feuilles et fruits

De port arrondi, ce chêne à écorce gris foncé peut atteindre 12 à 15 m de haut après une croissance lente.
Son feuillage persistant est fin, lancéolé, très légèrement denté, bronze au débourrement, pourpre à l'automne.

## Liste des variétés
Selon Tropicos (12 juillet 2014) :
- variété Quercus myrsinifolia var. salicifolia Makino